# Poetiske tonebilleder
Poetiske tonebilleder is een verzameling composities van Hjalmar Borgstrøm. Het bestaat uit zes werkjes voor piano solo.
De zes werkjes zijn:
- Vuggevise / Ved vuggen (wiegeliedje)
- Kvide (klaagzang)
- Et Vinterminde (winterervaring)
- Ballet-scene
- Ensom (eenzaam)
- Vestenvindens sang (westenwind)

Ensom werd uitgevoerd tijdens een concert op 14 oktober 1908 door Mary Barratt Due in Oslo in een recital met Ragna Foss.